# 栗背大鼯鼠
栗背大鼯鼠（学名：Petaurista albiventer），一种分布于南亚及中国南方地区的啮齿动物，隶属于松鼠科鼯鼠族（中国大陆学术界一般视为鼯鼠科）鼯鼠属。本种曾被视为红背鼯鼠（Petaurista petaurista）的一个亚种。

## 形态特征
栗背大鼯鼠体长420～520毫米，尾长440～620毫米，重1200～2000克。体毛较柔软。面颊黑灰色，身体背部呈栗色或栗褐色。颏部具一黑色颏斑，周围浅棕色，其余腹面白色，胸、腹中央褐棕色。尾呈圆柱形，尾毛长而发达，尾基暗栗色，后端4/5皆为黑色。